# لوئیس سپدا
لوئیس سپدا (انگلیسی: Luis Cepeda؛ زادهٔ ۲۶ اوت ۱۹۸۹) آهنگساز و مهندس صنعت اهل اسپانیا است. وی از سال ۲۰۱۵ میلادی تاکنون مشغول فعالیت بوده است.